# Ruine Alt-Regensberg
Die Ruine Alt-Regensberg ist die Ruine einer Niederungsburg bei Regensdorf im Bezirk Dielsdorf des Schweizer Kantons Zürich.

## Geschichte

### Hochmittelalter

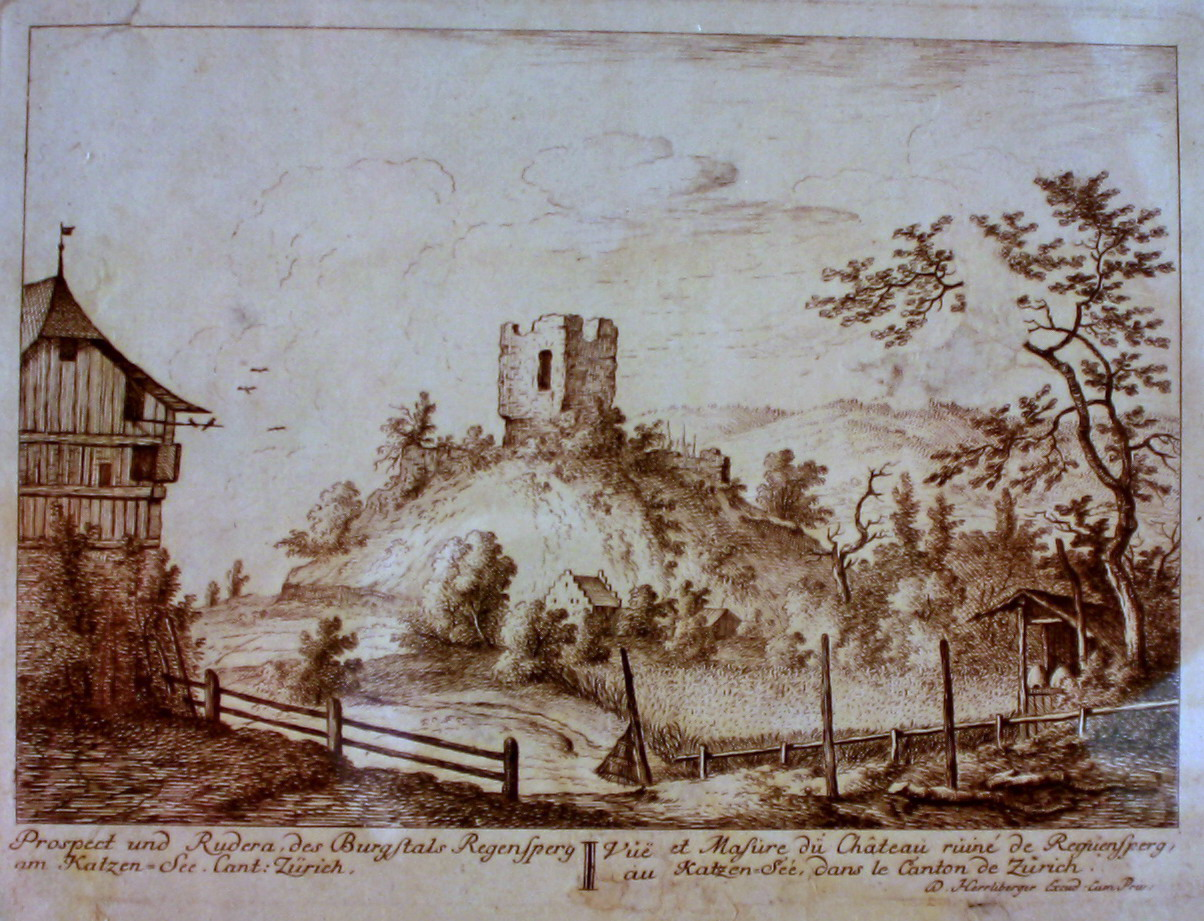
Bildnis der Ruine

Die Burg geht auf den Hochadeligen Lütold von Affoltern zurück und wurde wahrscheinlich als Stammsitz der Herren von Regensberg um 1040 gebaut. Woher die Regensberger ursprünglich kamen, ist nicht genau bekannt. Man vermutet, dass sie im Raum Mâcon sesshaft waren. Das Geschlecht der Regensberger war sehr mächtig, und sein Besitz war weit verstreut. Die Regensberger waren unter anderem die Gründer der Klöster Fahr und Rüti und der Städte Regensberg und Glanzenberg.
Um das Jahr 1050 wurden die Regensberger für die kirchlichen Bedürfnisse der Bevölkerung zuständig und bauten die St. Niklauskapelle als Pfarrkirche in Oberregensdorf, mit Abstand das älteste Bauwerk in der Gemeinde Regensdorf und zugleich eines der ältesten kirchlichen Bauwerke im Kanton Zürich.
Lütold I., der Sohn von Lütold von Affoltern, begann sich nach der Burg Alt-Regensberg zu nennen und starb im Jahr 1088 im Kampf gegen den Abt des Klosters St. Gallen.
Lütold IV. schliesslich hatte seine Machtstellung bereits derart ausgebaut, dass er sich ab dem frühen 13. Jahrhundert Graf von Regensberg nennen konnte. Er besass zu diesem Zeitpunkt Güter und Rechte in weiten Teilen des Zürichgaus, im Thurgau, Klettgau und bis weit in den Aargau. Die alte Stammburg wurde nun deutlich erweitert, um einen steinernen Bering, eine Zisterne und neue Ökonomiebauten. Auch der Turm der Burg Alt-Regensberg wurde mit sorgfältig zugehauenen Bossenquadern neu ausgeführt.

### Niedergang der Regensberger
Nach dem Tod von Lütold V. (um 1250) teilten seine beiden Söhne, Lütold VI. und Ulrich von Regensberg, das Erbe. Ulrich erhielt das Burgstädtchen Neu-Regensberg sowie Besitz im Gebiet von Glanzenberg, Fahr und Weiningen. Ulrich residierte fortan auf Neu-Regensberg, sein Bruder Lütold VI. in Alt-Regensberg. Nun setzte eine lange Reihe von Verkäufen und Verpfändungen ein, ohne welche die Familie ihren Lebensstil offenbar nicht aufrechterhalten konnte. In die zwei Jahrzehnte nach der Erbteilung von Ulrich und Lütold VI. fällt die nur bruchstückhaft überlieferte Regensberger Fehde von 1267/68, die mit dem wirtschaftlichen Niedergang der Regensberger und dem Verkauf der Besitzungen an Habsburger Lehnsherren endete. 
Der letzte weltliche Vertreter, Lütold IX, bewohnte wahrscheinlich die Stammburg Alt-Regensberg. 1321 stellte Lütold IX. zum letzten Mal auf Alt-Regensberg eine Urkunde aus. Er starb rund zehn Jahre später als letzter männlicher Vertreter der Familie. Die Verlagerung des habsburgischen Machtzentrums nach Österreich spiegelt sich in den wiederholten Verpfändungen Regensbergs.
Als die Regensberger um das Jahr 1331 in der männlichen Linie mit Lütold IX. ausstarben, gelangte die Burg 1350 durch Erbgang in den Besitz der Herren von Landenberg-Greifensee. 1444 übergab die letzte Vertreterin der Landenberger die Burg im Alten Zürichkrieg den Eidgenossen. Diese haben sie wohl nicht gerade geschont. Als die Anlage 1458 von dem reichen Zürcher Kaufmann und Textilhändler Rudolf Mötteli gekauft wurde, erneuerte er sie vollständig, beliess aber die Bausubstanz beim Alten. Wegen eines Streits mit der Stadt Zürich wurde Mötteli bereits 1468 von der Zürcher Obrigkeit enteignet. 
Zürich sah keine Verwendung für die Anlage, weder militärisch noch für Verwaltungszwecke. Deshalb verfiel sie allmählich und wurde als Steinbruch genutzt. 1705 holten die Regensdorfer Baumaterial für die neue Kirche von der Altburg, 1775 entstand die Brücke von Adlikon aus ihren Steinen. Die Ruine gelangte in der Helvetik von der Stadt in den Besitz des Kantons Zürich. Ihre Abhänge blieben jedoch privat und dienten als Rebberge. Deren Besitzer fassten einen Abbruch der Ringmauer ins Auge, da herunterfallende Steine sie störten. Eine Schutzverordnung rettete die Ruine und zu Beginn des 20. Jahrhunderts wurde die Altburg in der heutigen Form konserviert.

## Bilder

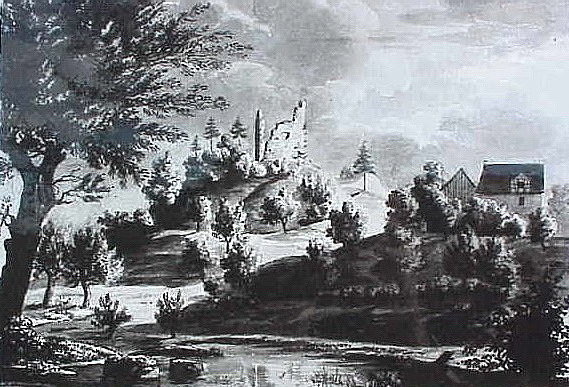
Die Burgruine auf einem Aquarell von Ludwig Schulthess
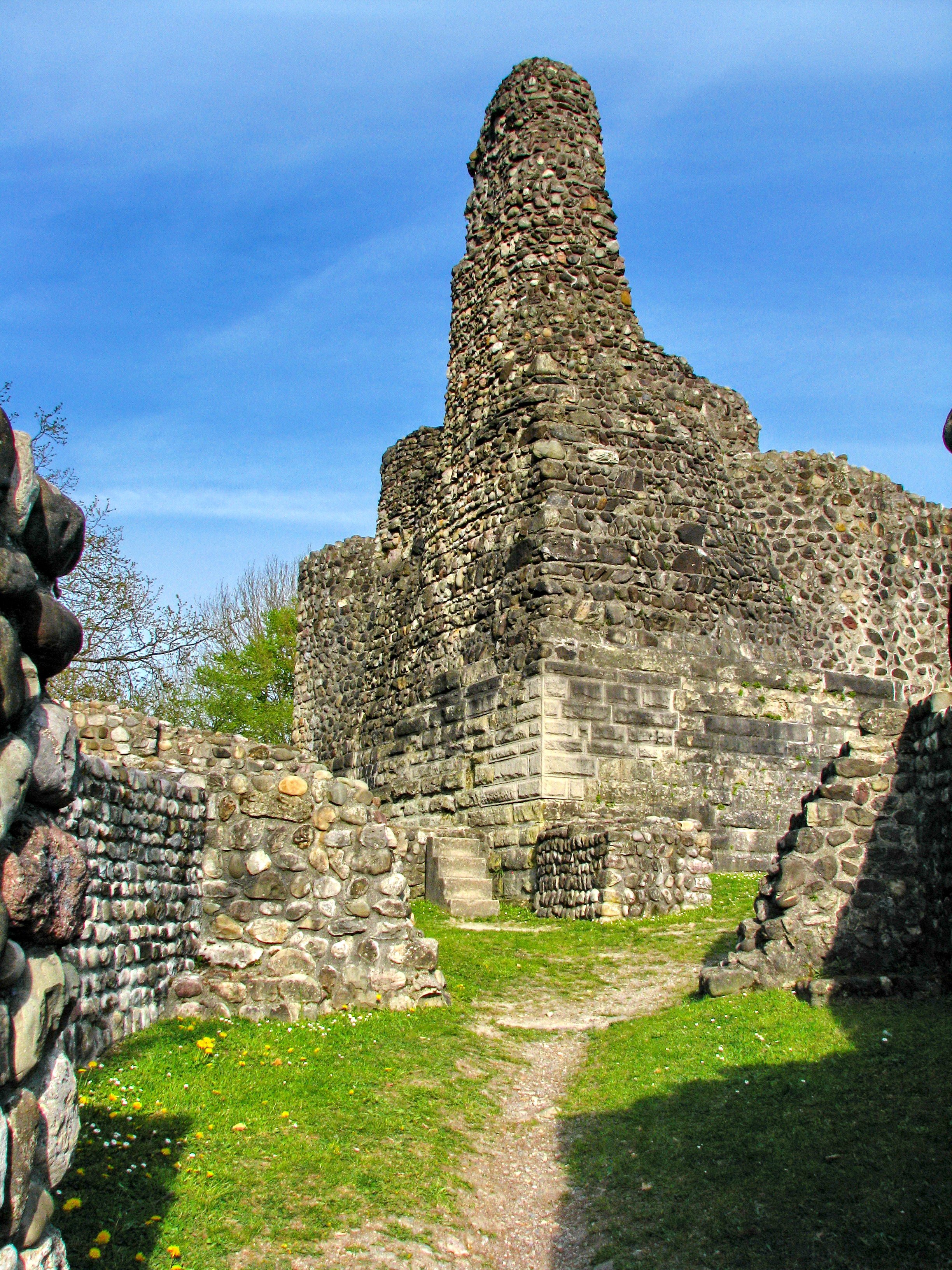
Ansicht vom Hauptzugang
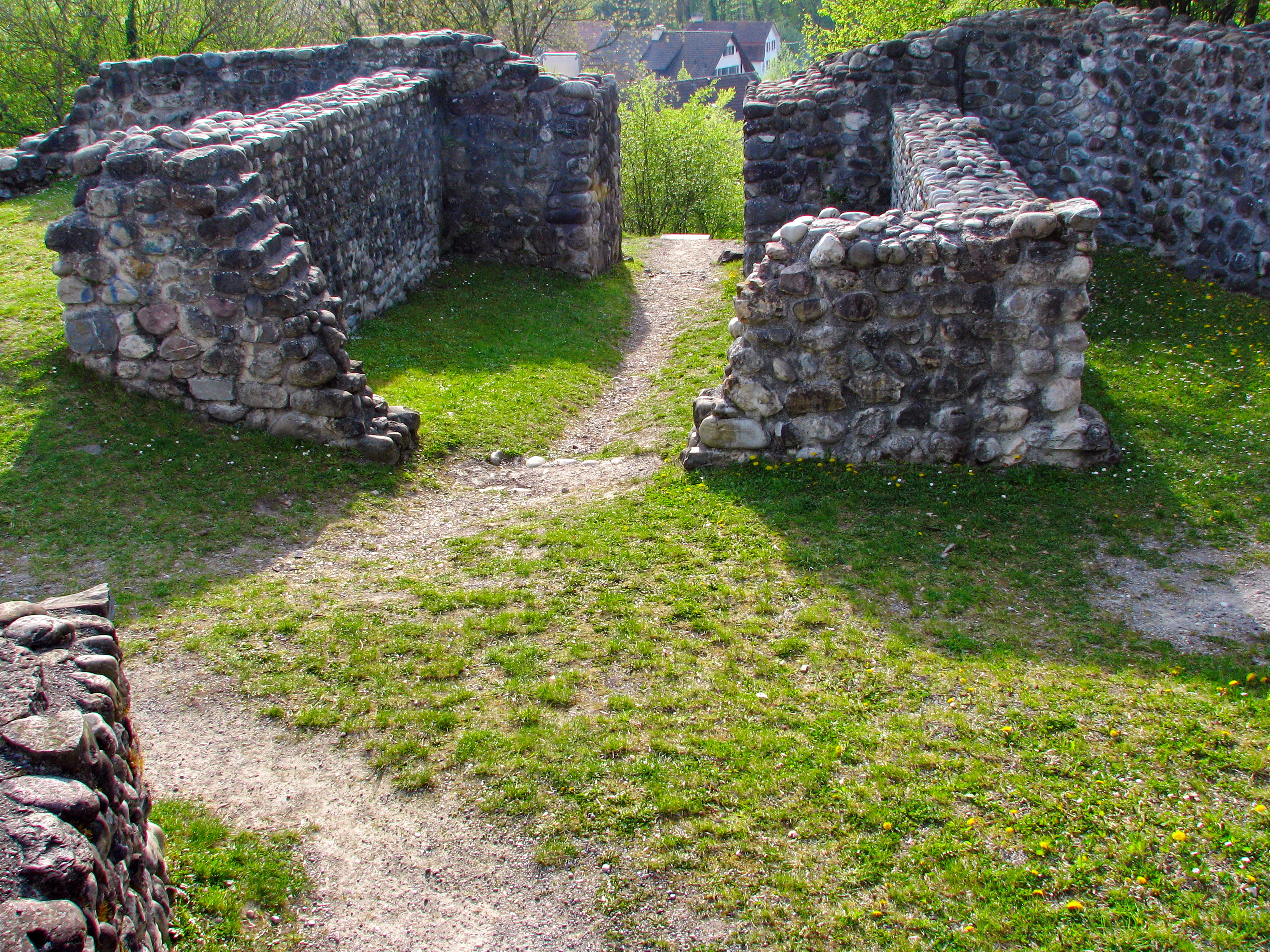
Das Hauptportal mit der Vorburg, Ansicht vom Innenhof
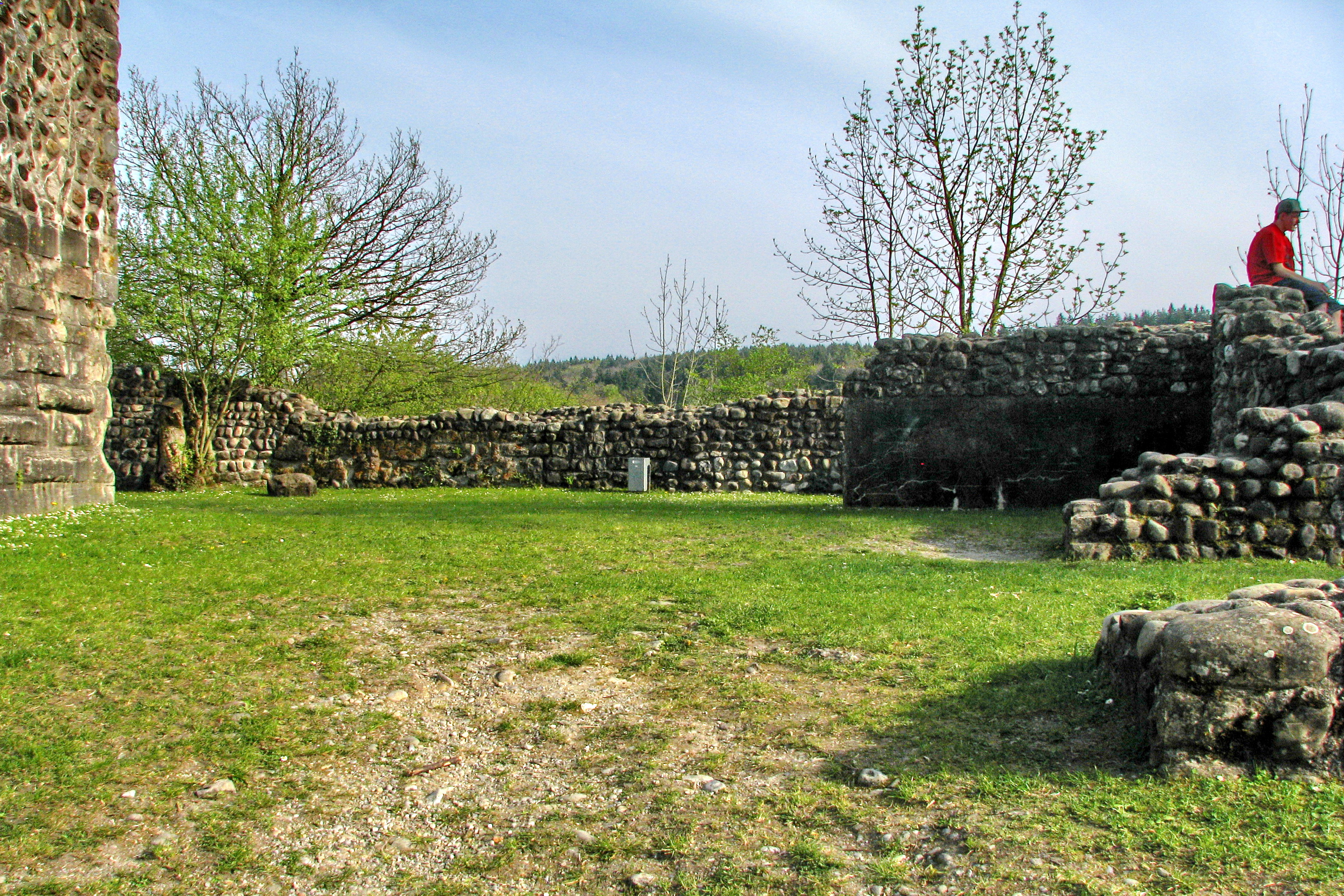
Der Innenhof, links der Palas respektive Bergfried
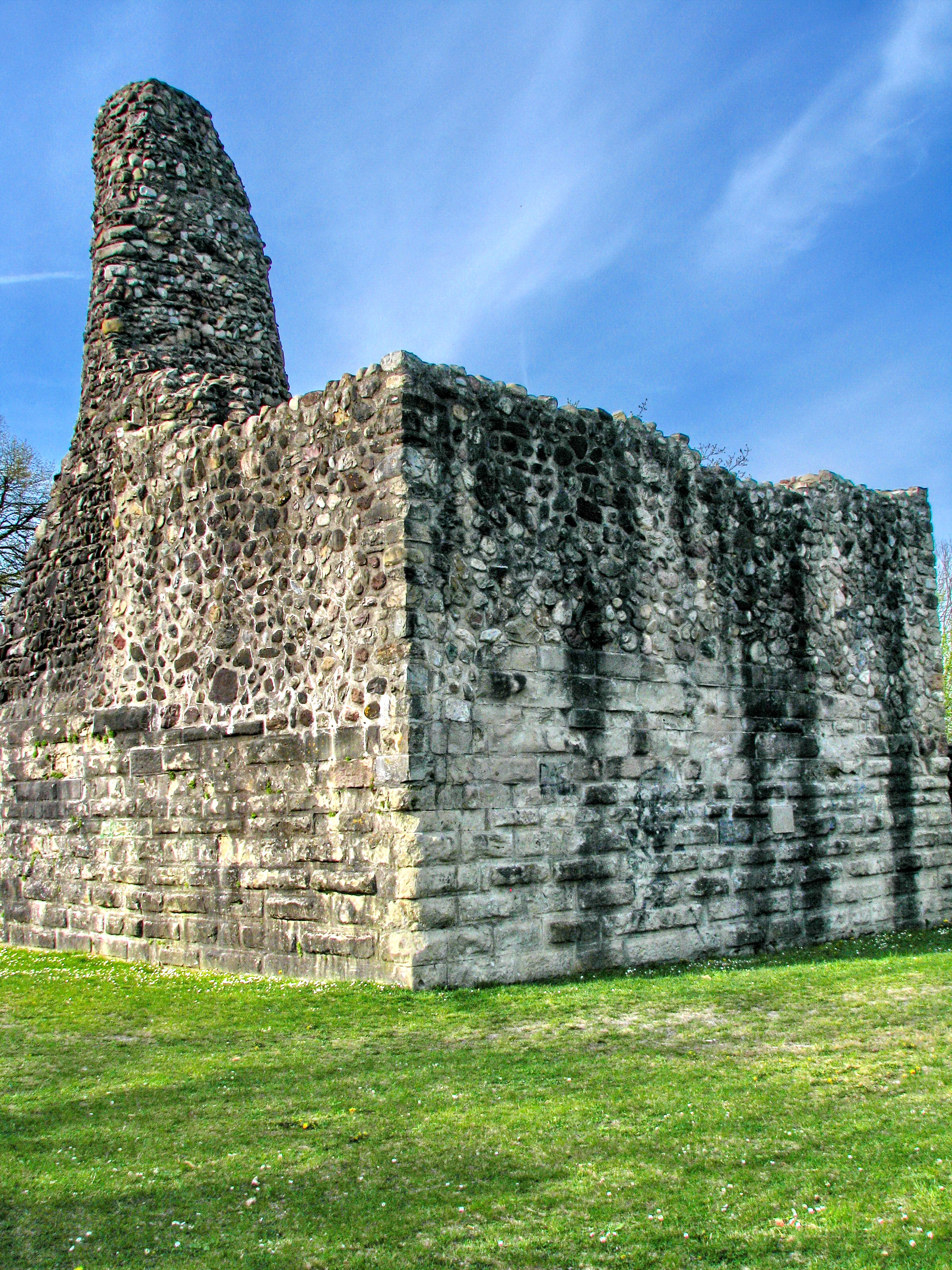
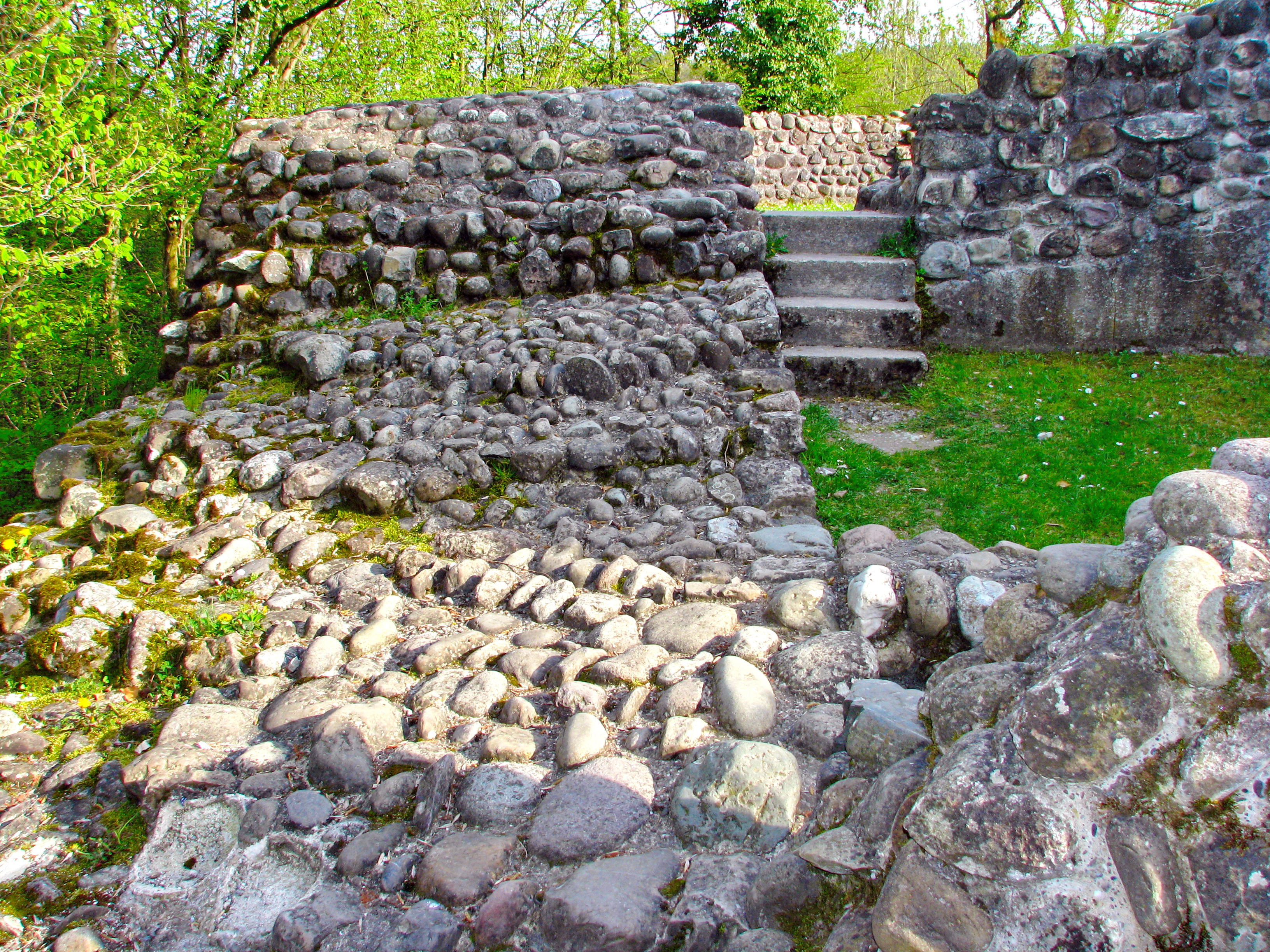
Die etwa zwei bis drei Meter breite Nordmauer
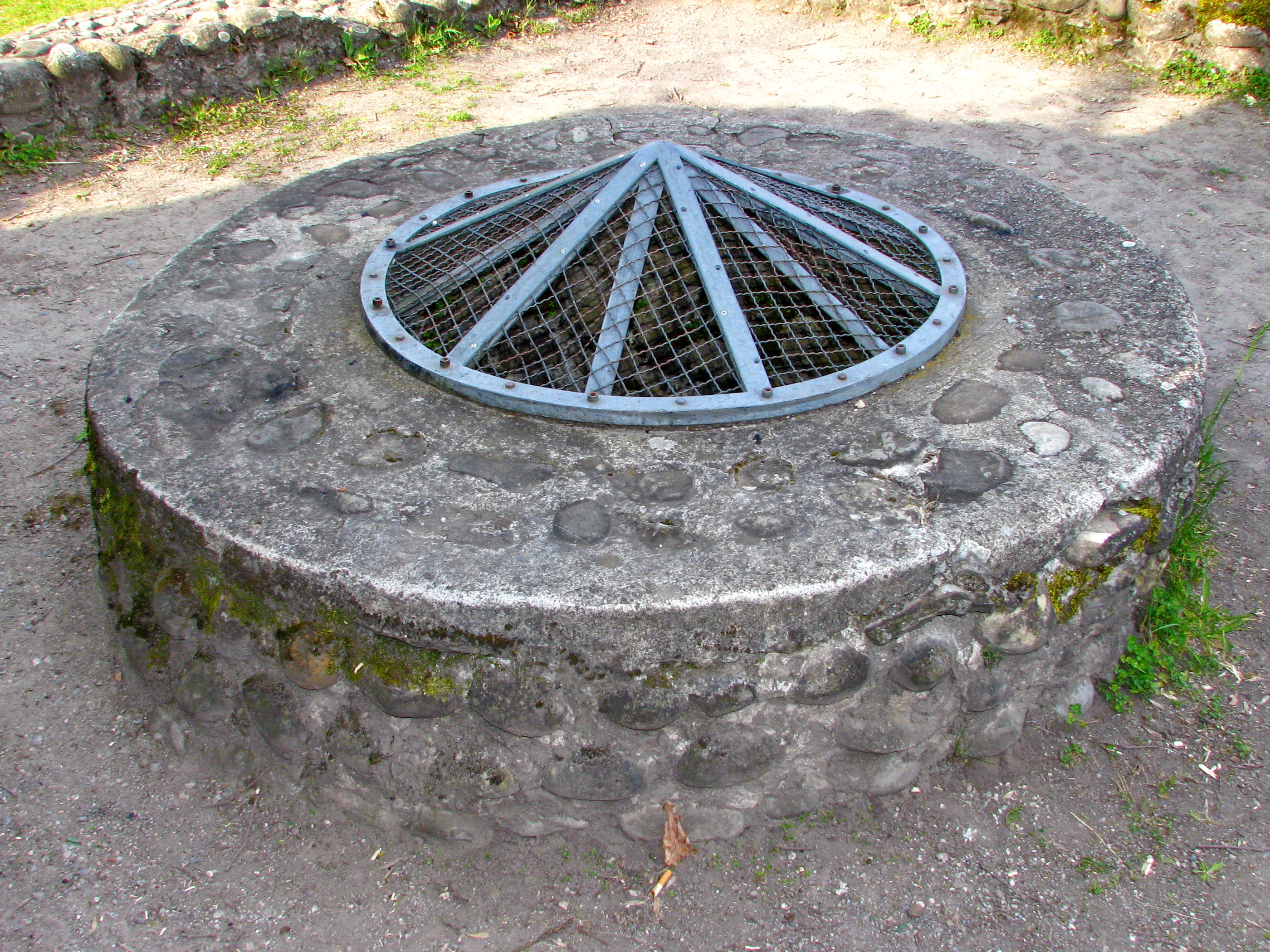
Sodbrunnen
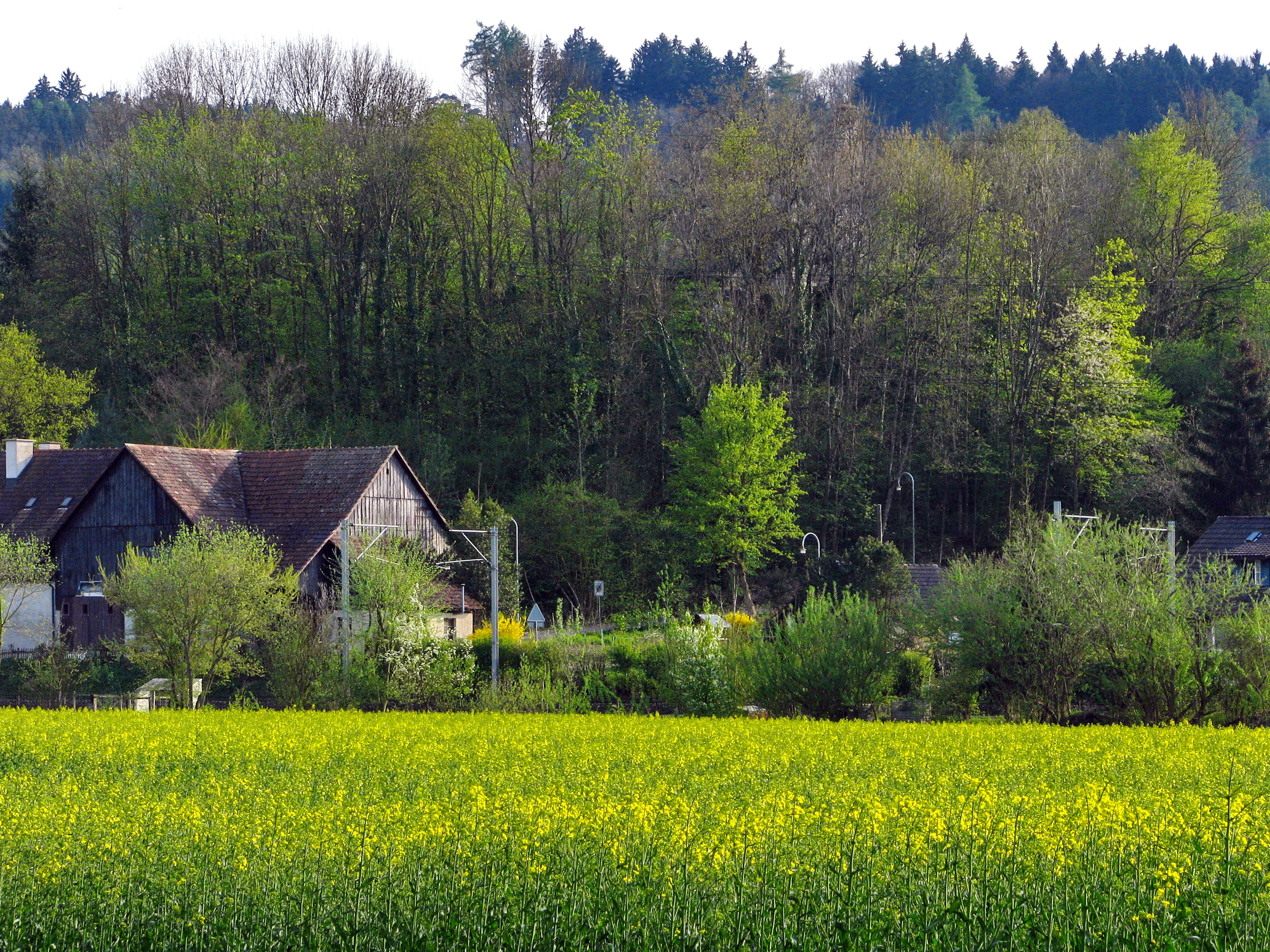
Ansicht vom Weiler Altburg